# Carl Rogers
Carl Ransom Rogers (Oak Park, Illinois, 8 de janeiro de 1902 – La Jolla, Califórnia, 4 de fevereiro de 1987) foi um psicólogo estadunidense atuante na terceira força da psicologia e desenvolvedor da Abordagem Centrada na Pessoa. Sua dedicação à construção de um método científico na psicologia foi reconhecido por prêmio da Associação Americana de Psicologia, da qual também foi eleito presidente, em 1958, tendo sido um pioneiro no estudo sistemático da clínica psicológica. Foi indicado ao Prêmio Nobel da Paz em 18 de janeiro de 1987.

## Introdução
Não contente com as posições reducionistas, mecanicistas e diretivistas da Psicanálise e do Behaviorismo de Skinner, Rogers funda sua abordagem em uma recusa em identificar a pessoa em terapia como paciente ou doente, como traziam as duas primeiras na época, e aponta a importância da relação da pessoa e do terapeuta, que são iguais e não possuem posição de hierarquia.
Ao contrário de outros estudiosos cuja atenção se concentrava na ideia de que todo ser humano possuía uma neurose básica, Rogers concluiu com suas pesquisas que essa visão não era exata, passando a defender que, na verdade, o núcleo básico da personalidade humana era tendente à saúde, ao bem-estar. Tal conclusão sobreveio a um processo meticuloso de investigação científica levado a cabo por ele, ao longo de sua atuação profissional. Carl Rogers ficou famoso por desenvolver um método psicoterapêutico centrado no próprio paciente. O terapeuta tem que desenvolver uma relação de confiança com o paciente para poder fazer com que ele encontre sozinho sua própria cura.
Realizou-se doze filmes sobre o seu trabalho, deixando um elevado número de documentos sonoros e audiovisuais, que (des)velam seus modos de ser sendo psicólogo (psicoterapeuta).
Desenvolveu a Psicologia Humanista, também chamada de Terceira Força da Psicologia. Segundo o psicólogo Abraham Maslow, Carl Rogers foi um dos principais responsáveis pelo acesso e reconhecimento dos psicólogos ao universo clínico, antes dominado pela psiquiatria médica e pela psicanálise. Sua postura enquanto terapeuta sempre esteve apoiada em sólidas pesquisas e observações clínicas.

## Biografia
Carl Rogers nasceu em Oak Park, Illinois, nos Estado Unidos, no dia 8 de janeiro de 1902. Era o filho do meio de uma família protestante, onde os valores tradicionais e religiosos, juntamente com o incentivo ao trabalho duro eram amplamente cultivados. Aos doze anos, Rogers e sua família mudam-se para uma fazenda, onde, em terreno tão fértil e estimulante, passou a se interessar por agricultura e ciências naturais.
Na universidade de Wisconsin, dedicou-se, inicialmente, ao aprofundamento de seus estudos em ciências físicas e biológicas. Logo após graduar-se, em 1924, diante das expectativas de sua família, passou a frequentar o Seminário Teológico Unido, em Nova Iorque, onde recebeu uma liberal visão filosófica da religião. Transferindo-se para o Teachers College da Columbia University, foi introduzido na psicologia. Obteve seus títulos de Mestre em 1928 e Doutor em 1931.
Suas primeiras experiências clínicas, calcadas na tradição behaviorista e, psicanalista, foram feitas como interno do Institute for Child Guidance, onde sentiu a forte ruptura entre o pensamento especulativo freudiano e o mecanicismo medidor e estatístico do behaviorismo. Depois de receber seu título de Doutor, Rogers passou a fazer parte da equipe do Rochester Center, do qual passaria a ser diretor. Neste período, observou as ideias e exemplos de Otto Rank, que havia se separado da linha ortodoxa de Freud.
Foi trabalhando em Rochester que atingiu novos insights e percepções do tratamento psicoterapêutico que lhe liberou da forte amarra acadêmica e conceitual que havia no ensino e prática da psicologia. Em 1949, Rogers passou a ocupar a cátedra de Psicologia da Universidade de Ohio. Por ter passado muito tempo envolvido diretamente com a clínica, ficou claro que, durante seu trabalho ativo com clientes, ele tinha atingido novas formas de pensar a prática psicoterapêutica que eram muito diferentes das abordagens acadêmicas convencionais. De todo modo, as críticas iniciais a que foi submetido e o interesse que os estudantes demonstravam em sua teoria compeliu-o a explanar melhor seus pontos de vista, resultando uma série de livros, principalmente Counseling and psychoterapy (1942).
Em 1945, Carl Rogers tornou-se professor de Psicologia na Universidade de Chicago e secretário executivo do Centro de Aconselhamento Terapêutico, quando elaborou e definiu ainda mais seu método de terapia centrada no cliente, a partir do legado de outros teóricos, principalmente Kurt Goldstein, formulando uma teoria da personalidade e conduzindo pesquisas sobre a psicoterapia, o que muito pouco era feito com relação à abordagem do momento, a Psicanálise.
Em 1957, Rogers passa a ensinar na Universidade em que se graduou, Winconsin, até 1963. Durante esses anos, ele liderou um grupo de pesquisadores que realizou um brilhante estudo intensivo e controlado, utilizando a psicoterapia centrada com pacientes esquizofrênicos, obtendo, em alguns pontos, muito material sobre a relação terapêutica e muitos outros dados de interesse científico, em termos estatísticos, com estes e com seus familiares. De qualquer modo, foi o início de uma abordagem mais humana junto aos pacientes hospitalares. Desde 1964, Rogers associou-se ao Centro de Estudos da Pessoa, em La Jolla, Califórnia, entrando em contato com outros teóricos humanistas, como Maslow, e filósofos, como Buber e outros.
Carl Rogers passou a ser agraciado por muitos psicólogos pelo seu trabalho científico, e atacado por outros, que viam nele e em sua teoria uma abordagem tola e perigosa para o status e o poder que tinha, principalmente nos meios médicos que se viram forçados a reconhecer, a custas das inúmeras pesquisas sérias levadas por Rogers e seus auxiliares, que o psicólogo pode ter tanto ou mais sucesso no tratamento pisco-terapêutico quanto um psiquiatra ou psicanalista. Foi, por duas vezes, eleito presidente da Associação Americana de Psicologia e recebeu desta mesma associação os prêmios de Melhor Contribuição Científica e o de Melhor Profissional.
Carl Rogers faleceu em San Diego, Califórnia, Estados Unidos, no dia 4 de fevereiro de 1987.

## Principais ideias
A partir dessa concepção primária, o processo psicoterapêutico consiste em um trabalho de cooperação entre psicólogo e a pessoa que busca ajuda, cujo objetivo é a liberação desse potencial de crescimento, tendo como resultado a pessoa aberta à experiência, vivendo de maneira existencial, tornando-se ele mesmo.
Há três condições básicas e simultâneas defendidas por Rogers como facilitadoras, no relacionamento entre psicoterapeuta a pessoa, para que ocorra a atualização desse núcleo essencialmente positivo existente em cada um de nós. São elas: a consideração positiva incondicional; a empatia e a congruência.
Em linhas gerais, ter consideração positiva incondicional é receber a aceitar a pessoa como ela é e expressar uma consideração positiva por ela, simplesmente por que ela existe, não sendo necessário que existam outras condições para isso; a empatia, por sua vez, consiste na capacidade de se colocar no lugar do outro, ver o mundo através dos olhos dele e procurar sentir como ele sente; e a congruência, a coerência interna do próprio terapeuta.
Um dos pilares da abordagem centrada na pessoa é a forma com que é aplicado o seu método em psicoterapia, que passa por um processo de amadurecimento do próprio psicoterapeuta, já que ele não pode simplesmente apropriar-se de uma "técnica", ou "receita de bolo" mas que lhe seja próprio e natural agir conforme as condições desenhadas por Rogers. Percebe-se então, por exemplo, que a expressão de uma afetividade incondicional só ocorre devidamente se brotar com sinceridade do psicólogo; não há como simular tal afetividade. O mesmo ocorre com a empatia e com a congruência. Por isso se diz que não existe uma "técnica rogeriana", mas sim psicólogos cuja conduta pessoal e profissional mais se aproximam da perspectiva de Carl Rogers.
Outro ponto a considerar é que após longos estudos, Rogers chegou à conclusão de que as três condições são eficazes como instrumento de aperfeiçoamento da condição humana em qualquer tipo de relacionamento, tais como: na educação entre professor e aluno, no trabalho, na família, nas relações interpessoais em geral.

## Influências no Brasil
Rogers expôs suas práticas em inúmeras gravações, tendo também se apresentado num programa de televisão sob o comando de Júlio Lerner, na TV Cultura (8 de março de 1977). Nessa ocasião, foi realizado no estúdio, em tempo real, um Grupo de Encontro com a participação de voluntários, incluindo os próprios funcionários da TV, facilitado por Maria Bowen, que foi posteriormente comentado por Bowen, John Wood, Raquel Rosemberg e o próprio Rogers.
O CVV (Centro de Valorização da Vida) segue a ideia de conduta em seu atendimento estilo Rogers, onde os voluntários atendentes acreditam na tendência atualizante da pessoa sendo atendida.
Em sua homenagem foi criada uma escola com seu nome. "Carl Rogers" está localizada em João Pessoa - PB e sua estátua esta localizada em Curitiba- PR